# 後前頭骨
後前頭骨（こうぜんとうこつ、英 : Postfrontal bone）は、多くの四肢動物に見られ頭蓋骨を構成する一対の骨の一つである。眼窩の間と後方、前頭骨と頭頂骨の外側、後眼窩骨の前方の頭蓋天井の領域を占める。
後前頭骨が存在する場合は、眼窩の後縁と上縁の一部を形成する。多くの絶滅した両生類やその祖先である肉鰭類は特に大きく、前方に伸びて前前頭骨に接触し、前前頭骨と眼窩の縁を隔てている。現生両生類（平滑両生類）に後前頭骨は、発生過程で骨化しなかったため、存在しない。後前頭骨は、現代の有鱗目 (爬虫類)を含む一部の爬虫類では存在するが縮小している。 哺乳類、ワニ形類、恐竜類（鳥類を含む）では失われているか周囲の骨と融合しているが、他の絶滅した主竜類には存在した。